# Ђорђе Влајковић
Ђорђе Влајковић (Станина Река, код Ваљева, 15. април 1885. – село Совљак код Уба, 2. новембар 1941) био је српски земљорадник и учесник оба Балканска рата, као и Првог и Другог светског рата. Носилац је Сребрног војничког ордена Карађорђеве звезде са мачевима, Златне медаље за храброст, те руског Ордена Светог Ђорђа III реда и француског Ордена ратног крста са златном звездом и бројних других домаћих и страних одликовања, као и Албанске споменице.

## Биографија
Ђорђе је рођен 15. април 1885. године у селу Станина Река, код Ваљева. Отац Тимотије и мајка Ранђија, били су пољопривредници заједно са свим другим укућанима. Године 1911. његова породица је преселила на раније купљено имање, у село Совљак крај Уба. Тако је Ђорђе основну школу завршио у мачванским Ставама код Крупња.

### Ратна каријера
У ослободилачким ратовима од 1912. до 1918. године учествовало је шест чланова његове уже породице. У тим ратовима изгубио је оца Тимотија, брата Живорада, стрица Јеротија и браћу од стричева Митра и Стојадина. Такође, лично је учествовао у тим ратовима као резервни поднаредник и десетар I чете II батаљона XVII пешадијског пука Дринске дивизије. Истицао се личном храброшћу и високим моралом у многим борбама. За дела почињена на просторима Чегарске планине, у августу, и борбама на Кајмакчалану, у септембру 1916. године, где се показао као најхрабрији. Бацајући бомбе и храбрећи своје војнике 11. августа 1916. године, приликом једног налета Бугара из најжешћег окршаја изнео је свог водног официра који је пао мртав. За ово храбро дело, добио је руски орден Светог Ђорђа III реда.
У образложењу одлуке о додељивању француског Ордена ратног крста са златном звездом Ђорђу Влајковићу пише:

а) јер је био необично храбар у борби и сигуран, у најтежим моментима стално је храбрио и соколио своје војнике;
б) јер је показао непоколебљивост 13. септембра 1916. године на Кајмакчалану када су Бугари напали јер није хтео ни корак одступити већ је остао у рову храбрећи и соколећи своје војнике;
в) исте особине показује и на Рововској коси од 7. октобра 1916. до 11. јануара 1917. године.
Поред ових страних имао је и више домаћих одликовања, као што су: Златна медаља за храброст, која му је додељена 12. септембра 1917. године и Сребрни војнички орден Карађорђеве звезде са мачевима о чему је објављен указ „ФАО бр 1134“. Према казивању његовог сина Младенам, тај орден је добио јер је у борби на Брегалници елиминисао шест Бугара, а једног ранио, и тиме омогућио нашој артиљерији да прецизно гађа противничке циљеве и наноси им велике губитке.

### Живот између светских ратова
По окончању ратних сукоба вратио се у Совљак и наставио да се бави пољопривредом. За своје ратарске и повртарске производе и расну стоку, у међуратном периоду, награђиван је на више среских пољопривредних изложби. Ангажовао се и на изградњи зграде основне школе и оснивању земљорадничке задруге у Совљаку. Припадао је Демократској странци, а пред Други светски рат је и агитовао за Удружену опозицију.

### Други светски рат
Од избијања оружаног устанка у лето 1941. године, Ђорђе је био на страни партизанског покрета. Биран је и за члана првог Народноослободилачког одбора у свом селу. Као активиста нове власти ангажовао се на прикупљању оружја, муниције и друге војне опреме, организовању снабдевања и ангажовању нових људи за партизански покрет. Због овог је прогањан, хапшен и затваран од стране квинслишких снага. Званично, у задњем хапшењу Ђорђе је од стране колаборациониста осуђен на смрт, а затим је стрељан у атару свог села, крај пута Уб – Памбуковица, 2. новембар 1941. године. Тим поводом штампан је и јавно изложен плакат на коме је писало да ће тако проћи свако ко се буде бавио комунистичком пропагандом.

## Наследници
Ђорђе је био у браку са Драгојлом Милошевић, домаћицом из Станине Реке. Са њом је имао шесторо деце – три кћерке и три сина. Њихов син Младен Влајковић био је активни учесник завршних борби у Другом светском рату, а пензионисан је као потпуковник ЈНА. Након тога, радио је као командант Територијалне одбране Општине Уб и шеф Службе за одбрамбене припреме СОУР “Крушик” у Ваљеву. Преминуо је 2001. године у Ваљеву. Судбина остале деце није много позната.